# Сент-Радегонд (Аверон)
Сент-Радего́нд (фр. Sainte-Radegonde, окс. Senta Radegonda) — коммуна во Франции, находится в регионе Окситания. Департамент — Аверон. Входит в состав кантона Восточный Родез. Округ коммуны — Родез.
Код INSEE коммуны — 12241.
Коммуна расположена приблизительно в 520 км к югу от Парижа, в 100 км северо-восточнее Тулузы, в 23 км к юго-западу от Родеза.

## Население
Население коммуны на 2008 год составляло 1587 человек.
| 1962 | 1968 | 1975 | 1982 | 1990 | 1999 | 2008 |
| ---- | ---- | ---- | ---- | ---- | ---- | ---- |
| 489  | 452  | 563  | 1027 | 1226 | 1355 | 1587 |

## Администрация
| Период | Период | Фамилия         | Партия | Примечания |
| ------ | ------ | --------------- | ------ | ---------- |
| 1971   | 2001   | Андре Женье     |        |            |
| 2001   | 2008   | Жерар Карьер    |        |            |
| 2008   |        | Мишель Дельпаль |        |            |

## Экономика
В 2007 году среди 1063 человек в трудоспособном возрасте (15—64 лет) 796 были экономически активными, 267 — неактивными (показатель активности — 74,9 %, в 1999 году было 75,1 %). Из 796 активных работали 766 человек (396 мужчин и 370 женщин), безработных было 30 (12 мужчин и 18 женщин). Среди 267 неактивных 102 человека были учениками или студентами, 131 — пенсионерами, 34 были неактивными по другим причинам.

## Достопримечательности
- Церковь Сент-Радегонд[фр.] (XII век). Памятник истории с 1925 года[3]
- Церковь Эньер[фр.] (XIII век). Укреплённая церковь (веркирхе). Памятник истории с 1921 года[4]
- Дом королевского нотариуса (XVI век). Памятник истории с 1978 года[5]

## Фотогалерея
- Сент-Радегонд
- Церковь Сент-Радегонд
- Церковь Эньер
- Дом королевского нотариуса